# Olaf Hegenbarth
Olaf Hegenbarth (* 22. Januar 1977) ist ein ehemaliger deutscher Skispringer und heutiger Skisprungtrainer.

## Werdegang
Hegenbarth startete ab der Saison 1993/94 im Continental Cup (COC). Bereits in seiner ersten Saison konnte er in dieser Serie insgesamt 98 Punkte sammeln und lag am Ende auf Platz 78 der Continental-Cup-Gesamtwertung. Die beiden folgenden Saisons verliefen weniger erfolgreich, sodass er jeweils nur auf Platz 112 und 123 der Gesamtwertung landete. Die Saison 1996/97 verlief hingegen sehr erfolgreich. Auf Grund der guten Leistungen im Continental Cup startete Hegenbarth am 1. Januar 1997 in Garmisch-Partenkirchen erstmals im Skisprung-Weltcup und verpasste mit dem 36. Platz die Weltcup-Punkteränge nur knapp. Im Februar jedoch schaffte er beim Skifliegen am Kulm mit einem 26. und einem 27. Platz insgesamt neun Weltcup-Punkte zu gewinnen, was ihm am Ende der Weltcup-Saison 1996/97 den 86. Platz in der Gesamtwertung einbrachte. Im Continental Cup belegte er am Ende der Saison mit 426 Punkten den 11. Rang in der Gesamtwertung. Die folgenden beiden Saisons startete er ausschließlich nur noch im Continental Cup, konnte jedoch an seine Erfolge von 1996/97 nicht mehr anknüpfen. So beendete er nach Platz 33 in der Gesamtwertung der Saison 1998/99 seine aktive Skispringerkarriere.
Seit dem Ende seiner aktiven Karriere arbeitet Hegenbarth als Trainer im Nachwuchsbereich bei verschiedenen Vereinen in seiner Heimat Sachsen.

## Statistik

### Weltcup-Platzierungen
| Saison  | Platz | Punkte |
| ------- | ----- | ------ |
| 1996/97 | 086.  | 009    |

### Continental-Cup-Platzierungen
| Saison  | Platz | Punkte |
| ------- | ----- | ------ |
| 1993/94 | 077.  | 098    |
| 1994/95 | 114.  | 062    |
| 1995/96 | 129.  | 051    |
| 1996/97 | 014.  | 426    |
| 1997/98 | 089.  | 121    |
| 1998/99 | 033.  | 352    |